# Uvaria pandensis
Uvaria pandensis este o specie de plante angiosperme din genul Uvaria, familia Annonaceae, descrisă de Bernard Verdcourt. A fost clasificată de IUCN ca specie în pericol. Conform Catalogue of Life specia Uvaria pandensis nu are subspecii cunoscute.